# Павловиці (Груєцький повіт)
Павловиці (пол. Pawłowice) — село в Польщі, у гміні Могельниця Груєцького повіту Мазовецького воєводства.
Населення — 108 осіб (2011).
У 1975-1998 роках село належало до Радомського воєводства.

## Демографія
Демографічна структура станом на 31 березня 2011 року:
|          | Загалом | Допрацездатний вік | Працездатний вік | Постпрацездатний вік |
| -------- | ------- | ------------------ | ---------------- | -------------------- |
| Чоловіки | 50      | 12                 | 31               | 7                    |
| Жінки    | 58      | 9                  | 38               | 11                   |
| Разом    | 108     | 21                 | 69               | 18                   |